# Ana María Martínez de Nisser
Ana María Martínez de Nisser (Sonsón, Antioquia, 6 de diciembre de 1812-Medellín, 18 de septiembre de 1872), heroína y escritora colombiana. 

## Biografía
Su padre, Pedro Martínez, fue maestro en Sonsón desde 1813. 
En 1831 contrajo matrimonio con el ingeniero sueco Pedro Nisser.
Durante la Guerra de los Supremos, en 1841, ella y su marido apoyaron con energía las fuerzas del gobierno constitucional, que enfrentaba la rebelión, en Antioquia, del Coronel Salvador Córdoba. Nisser fue desterrado a Rionegro y apresado por los sublevados. Ana María se incorporó, junto con su padre y dos hermanos, al ejército constitucional de Braulio Henao. "Yo había pensado acompañar a usted y ahora lo hago con más gusto, tanto porque puedo ser útil, como porque un ejemplo como este arrebatará los ánimos vacilantes porque ¿qué hombre que tenga vergüenza se qeudará, viéndome marchar en las filas de usted".
El 5 de mayo de 1841 estuvo en las filas gubernamentales en la Batalla de Salamina. Según el historiador José Manuel Restrepo "En esta brillante acción se distinguió la señora Ana María Martínez. Deseosa de vengar los agravios que los facciones habían hecho a su marido Pedro Nisser, a quien mantenían preso en Rionegro, marchó con las tropas desde Sonsón hasta Salamina, a cuya acción concurrió impávida con lanza en mano, animando a los combatientes con su palabra y ejemplo".
El Congreso de Colombia condecoró a doña Ana María por su actuación, y fue coronada en Medellín en un acto popular. 
Escribió un Diario de los sucesos de la revolución en la provincia de Antioquia en los años de 1840 y 41, que fue publicado en Bogotá en 1843, probablemente el primer libro publicado por una mujer colombiana. Poco se sabe de su vida después de este incidente. En 1852 la visitó en Salamina el escritor Manuel Pombo y destacó su entusiasmo y sus amplias lecturas, en español, inglés y francés. En 1864 encabezó, en Abejorral un mensaje de felicitación de las damas de ese pueblo a los conservadores, por su triunfo en la batalla de El Cascajo. 
En 1872, murió en Medellín. Su esposo estaba en ese momento en Australia, buscando oro, desde hacía varios años. En 1876 volvió don Pedro Nisser a Medellín, trayendo una lápida esculpida en Suecia para la tumba de su esposa, que fue enterrada en el cementerio de San Lorenzo de esa ciudad.  
Sus restos fueron trasladados al cementerio de Sonsón.  